# 雅尔尼乌
雅尔尼乌（法語：Jarnioux，法語發音：[ʒaʁnju]）是法国罗讷省的一个旧市镇，属于索恩河畔自由城区。2019年，雅尔尼乌并入市镇金石门镇。

## 地理
雅尔尼乌（45°57'53"N, 4°37'38"E）面积4.2 平方千米，位于法国奥弗涅-罗讷-阿尔卑斯大区罗讷省，该省份为法国中东部省份，北起顺时针与索恩-卢瓦尔省、安省、里昂大都会、伊泽尔省和卢瓦尔省接壤。
与雅尔尼乌接壤的市镇（或旧市镇、城区）包括：科尼、普伊勒莫尼亚勒、泰泽、维尔叙雅尔尼乌、拉斯纳、列尔格。

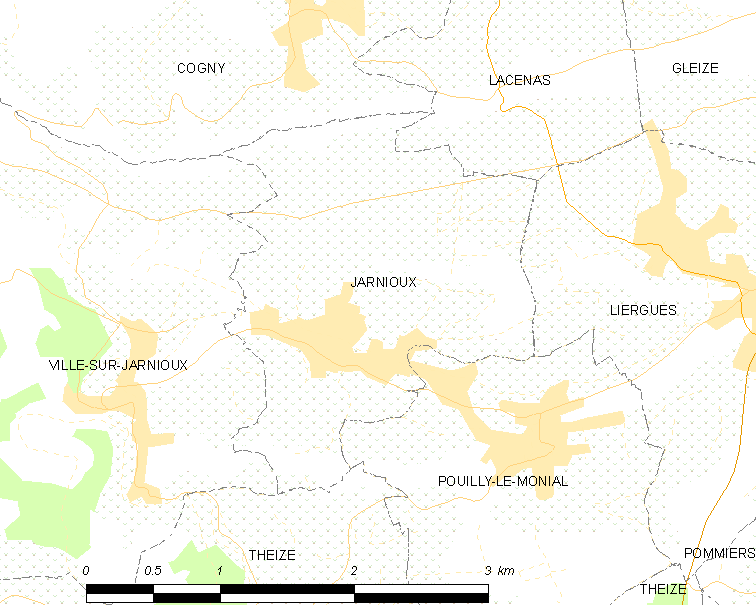
雅尔尼乌的OSM定位图

雅尔尼乌的时区为UTC+01:00、UTC+02:00（夏令时）。

## 行政
雅尔尼乌的邮政编码为69640，INSEE市镇编码为69101。

## 政治
雅尔尼乌所属的省级选区为瓦勒德万县。

## 人口

1962-2008年间雅尔尼乌人口变化图示

雅尔尼乌于2018年1月1日时的人口数量为702人。